# John Schikowski
John Leopold Schikowski (* 17. Juli 1867 in Gumbinnen, Ostpreußen; † 3. März 1934 in Berlin), Sohn des Maurermeisters Robert Leopold Schikowski und dessen Ehefrau Elise Josephine geb. Frentzel, war ein deutscher Schriftsteller, Kunsthistoriker, Kunstkritiker, Kulturredakteur, Tanzhistoriker.

## Leben
Nach dem Besuch des Gymnasiums in seiner Heimatstadt Gumbinnen studierte Schikowski in Freiburg, Berlin und Leipzig Kunstgeschichte, Staatswissenschaften und Philosophie. In Leipzig promovierte er 1894 mit der Arbeit Über Arbeitslosigkeit und Arbeitslosenstatistik. Seit diesem Jahr lebte Schikowski in Berlin und begann 1895 seine Tätigkeit als Theater- und Kunstreferent. Er wirkte ab 1897 im Vorstand der „Dramatischen Gesellschaft“. 1905 war er Mitbegründer der „Freien Volksbühne Charlottenburg“ und trat dem „Künstlerischen Ausschuss“ bei, dem er auch nach der Verschmelzung mit der Freien Volksbühne Berlin weiter angehörte. Seine Tätigkeit als Feuilleton-Redakteur bei der Berliner Tageszeitung „Vorwärts“ begann Schikowski 1922.
Mit der Briefsammlung Ich kenne das Leben in Mexiko (1992) ist Schikowskis Beziehung zu dem damals im mexikanischen Exil lebenden Schriftsteller B. Traven dokumentiert. Dieser hatte das Glück, in John Schikowski seinen Entdecker und Förderer zu finden. Schikowski initiierte den Abdruck der Romane Die Baumwollpflücker und Das Totenschiff im „Vorwärts“ und verhalf dem lange Verschollenen zum großen Durchbruch.
Herausragend war Schikowskis Schaffen als Kunstkritiker im Berlin der 1920er Jahre auf den Gebieten Malerei, Ausstellungen und Tanz. Sein besonderes Anliegen war die Unterstützung des jungen Künstlernachwuchses vor allem mit finanzieller Hilfe zur Ausbildung. Über 30 Jahre lang gehörte er zu den bedeutendsten Förderern der jungen Tänzerschaft.
Das Ausmaß seines Wirkens wurde besonders in der Feierstunde deutlich, die als Tanz-Matinee am 13. Mai 1934 anlässlich seines Todes in Berlin stattfand. Nach einer Ansprache von Rudolf von Laban und Rezitationen von Eduard von Winterstein tanzten zu Schikowskis Andenken viele namhafte deutsche Tanzkünstler der Zeit: Mary Wigman, Gret Palucca, Yvonne Georgi, die Jutta-Klamt-Gruppe, Alexander von Swaine, Alice Uhlen, Afrika Doering, Erika Lindner und Lisa Ney.

## Werke
- Ueber Arbeitslosigkeit und Arbeitslosenstatistik. Leipzig 1894
- Über Arbeitslosigkeit und Arbeitslosenstatistik. Dissertation, Leipzig, Friedrich 1895
- Zur Methode der Arbeitslosenstatistik. Leipzig: Friedrich 1895
- Die Entwicklung der deutschen Bühnenkunst.  Leipzig  [u. a.]: Merseburger 1905
- Bartel Turaser: Einführung / John Schikowski. Drama in 3 Akten von Philipp Langmann. Berlin, Buchh. Vorwärts, ca. 1905
- Sitten- und Charakterbilder aus der französischen Revolution. Berlin, Buchh. Vorwärts 1920
- Der neue Tanz. Berlin, Volksbühnen-Verl. 1924
- Stürmer gegen das Philistertum. Essays, Berlin, Dietz 1925
- Kunstschaffen und Kunsterleben. Berlin, Dietz 1926
- Geschichte des Tanzes. Berlin, Büchergilde Gutenberg 1926